# Sølvnitrat
Sølvnitrat er en giftig og ætsende kemisk forbindelse af sølv, kvælstof og ilt. I sin rene form ved stuetemperatur og i atmosfærisk tryk optræder stoffet som gennemsigtige eller hvide krystaller.
Sølvnitrat bruges også til at påvise Cl- ionen

## Tekniske anvendelser
Sølvnitrat bruges i fotografiske film og i fremstillingen af farvestoffer. Desuden udgør det "kilden" til sølv ved forsølvning (herunder forsølvning af glasplader som derved bliver til spejle).

## Sundhed og sygdom
Sølvnitrat er giftigt ved indtagelse eller inhalation. Ved kontakt med hud kan stoffet skabe brune misfarvninger, som gradvist bliver sorte. Disse misfarvninger kan fjernes med sæbe og stålsvamp.
Opløsninger med lave koncentrationer (f.eks. 1 %) af sølvnitrat virker antiseptisk, og har tidligere været anvendt som øjendråber på nyfødte som beskyttelse mod syfilis. Stoffet har også fundet anvendelse til at ætse "dødt kød" (granulationsvæv), i begge tilfælde under navnene helvedessten og Lapis (infernalis).